# Halmgutartige Biomasse
Unter halmgutartiger Biomasse, bzw. bei der rein energetischen Nutzung auch als halmgutartiger Brennstoff bezeichnet, werden vor allem organische Aufkommen aus ein- bis mehrjährigen Nicht-Holz-Pflanzen bezeichnet, die in der Landwirtschaft als Nebenprodukte bzw. Erntereste sowie in der Landschaftspflege anfallen. Dies umfasst insbesondere Stroh und Gräseraufkommen, die der energetischen Nutzung zugeführt werden.

## Definition
Eine eindeutige Definition der halmgutartigen Biomasse gibt es nicht. In der Regel fallen unter diesen Begriff all jene Fraktionen, die einen eindeutigen halmgutartigen Charakter aufweisen, also vor allem Strohfraktionen und Gräser. Insbesondere im angelsächsischen Sprachraum wird dies jedoch häufig auf sämtliche Biomasseanteile ausgedehnt, die nicht zu den Hölzern zu zählen sind, wodurch auch Olivenkerne, Nussschalen und Hülsen von Gemüsen in diese Definition fallen. Vergleicht man diese Charakterisierung mit der europäischen Brennstoff-Klassifizierung nach EN 14961, entspricht sie im Wesentlichen der als „Halmgut und krautartige Brennstoffe“ klassifizierten Gruppe 2, während andere Biomassefraktionen auf die „holzartige Biomasse“, die „Biomasse von Früchten“ und „Definierte und undefinierte Mischungen“ aufzuteilen sind.

## Zusammensetzung

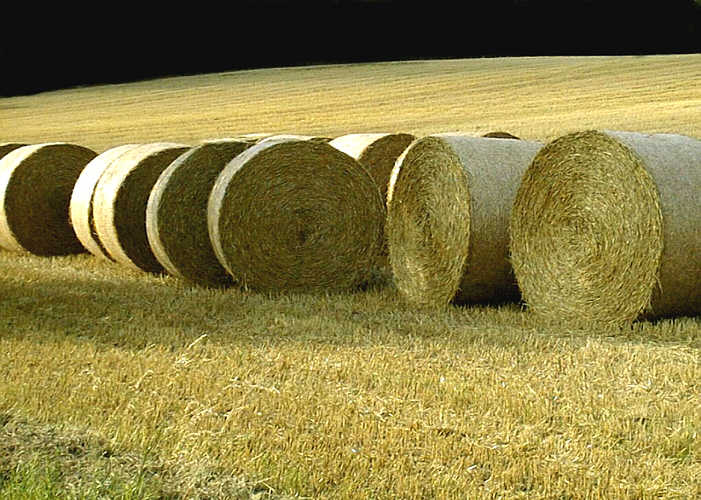
Zu Rundballen zusammengepresstes Stroh

Die halmgutartige Biomasse setzt sich vor allem aus Ernterückständen bei der Ernte von Getreide, Ölsaaten, Leguminosen und Körnermais zusammen. Diese Rückstände werden zu einem großen Anteil als humusbildendes Substrat nach der Ernte wieder in den Boden eingearbeitet.
Das größte Aufkommen stellt dabei das Getreidestroh dar, das aus dem Anbau und der Nutzung verschiedener Getreidearten stammt (vor allem Weizen, Gerste, Roggen und Triticale). So werden in Europa auf etwa 70 % der Ackerfläche Getreide angebaut, in Deutschland sind es etwa 57 %. Weit weniger als die Hälfte des theoretisch nutzbaren Getreidestrohs steht jedoch für weitere Nutzungen zur Verfügung, während der überwiegende Teil auf dem Feld verbleibt und untergepflügt wird. Dem Getreide folgen die Ölsaaten mit etwa 16 % der Anbaufläche, vor allem Raps. Durchschnittlich fallen bei einer Produktion von etwa 3,5 t Rapssaat etwa 10 t Rapsstroh an. Bei der Nutzung von Sonnenblumen fallen bei der Ernte etwa 10 t pro 2,5 t Ölsaat an. Maisstroh beim Anbau von Körnermais (nicht beim Energiemais, bei dem die gesamte Pflanze genutzt wird) fällt in einem Verhältnis von 1:1,3 a, auf durchschnittlich 6,8 t pro ha und Jahr Maiskörner kommen also 9 t Maisstroh. Leguminosenstroh fällt in relativ geringen Mengen an, in Deutschland vor allem durch den Anbau der Ackerbohne. Neben diesen Strohaufkommen fallen in der Landwirtschaft zudem Erntereste beim Anbau von Kartoffeln, Gemüse und beim Hopfen in teilweise recht großen Mengen an. Nutzbare Mengen aus diesen Fraktionen fallen allerdings kaum an, die meisten Reste verbleiben auf dem Feld als humusbildende Biomasse.
Abseits der Landwirtschaft fällt halmgutartige Biomasse vor allem im Bereich der Landschaftspflege in Form von Straßengrasschnitt von der Pflege von Straßenrändern und Bahntrassen, Grasschnitt aus Parks, Anlagen und Friedhöfen sowie aus der Mahd in Naturschutzflächen an. Privat anfallende Biomasse durch Rasenschnitt spielt dagegen keine nennenswerte Rolle.

## Nutzung
Halmgutartige Biomasse wird sowohl energetisch als auch stofflich genutzt. Eine Reihe von stofflichen Anwendungen findet dabei direkt in der Landwirtschaft statt. Dazu gehört insbesondere die Nutzung von Getreidestroh als Tiereinstreu, wobei es nach der Nutzung in Form von Mist zur Düngung eingesetzt wird, oder die Abdeckung für Pflanzungen (vor allem Erdbeerpflanzungen). Als Möglichkeit für die Zukunft ist vor allem Getreidestroh für die biotechnologische Nutzung in der Bioraffinerie von Interesse, die Grüne Bioraffinerie baut ausdrücklich auf die Nutzung von Frisch-Biomasse wie Gräser auf.
Die energetische Nutzung erfolgt sowohl als Biogassubstrat (vor allem bei Grünschnitt) sowie durch Verbrennen der trockenen Halmgüter in entsprechenden Verfeuerungsanlagen (Strohverbrennung). So erfolgt die energetische Nutzung von Getreidestroh in Heiz- und Kraftwerken nur in einigen europäischen Ländern, vor allem in Dänemark, Spanien und Großbritannien; insgesamt werden nur etwa 1 % des Gesamtaufkommens auf diese Weise genutzt. Die Arbeiten am Bauplatz für das erste Strohkraftwerk Deutschlands mit einer Feuerungsleistung von 50 MW sollen ab Oktober 2010 in Emlichheim im Emsland beginnen.
Probleme bei der Verbrennung sind in der Regel sehr hohe Aschegehalte bei gleichzeitig sehr niedrigen Ascheerweichungstemperaturen und daher starke Verschlackung der Feuerung sowie die aufwendige Bereitstellung und Trocknung der Biomasse.
Eine Stroh-Teilmenge darf ausnahmsweise verbrannt werden, insbesondere wenn die Strohverwertung in landwirtschaftlichen Betrieben aus zwingenden Gründen nicht möglich ist. Hierbei sind wichtige Auflagen aus Umwelt-, Gesundheits-, Verkehrssicherheits- und Brandschutzgesichtspunkten zu beachten.